# Bacharach
Pour les articles homonymes, voir Bacharach (homonymie).
Bacharach () est une petite ville de la moyenne vallée du Rhin dans l'arrondissement de Mayence-Bingen dans la Rhénanie-Palatinat (Allemagne).

## Subdivisions

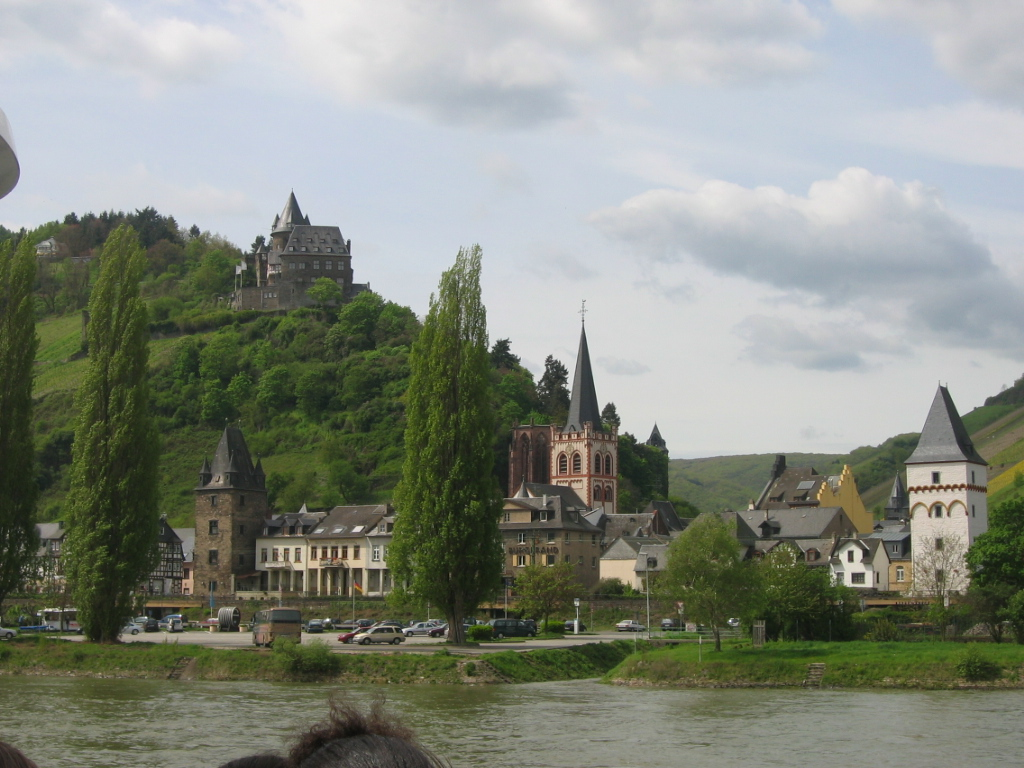
Bacharach

- Steeg
- Henschhausen
- Medenscheid
- Neurath

## Histoire
Bacharach est citée pour la première fois dans un texte daté de 923.
De vieilles tours témoignent des fortifications du Moyen Âge.
En 1794, les troupes révolutionnaires françaises occupent la rive gauche du Rhin et Bacharach devient française en 1802 dans le département Rhin-et-Moselle. Pendant la campagne d'Allemagne en 1813, le maréchal prussien Blücher se rend avec ses troupes vers la France, après avoir traversé le Rhin près de Kaub (la nuit du jour de l'an 1813/14). Il traverse Bacharach et la vallée de Steeg. Une stèle située en aval de Kaub rappelle cet événement.
Victor Hugo s'est amusé à écrire un petit article sur Bacharach 

« On dirait qu'un géant, marchand de bric a brac voulant tenir boutique sur le Rhin, a pris une montagne pour étagère, et y a déposé du haut en bas, avec son gout de géant, un tas de curiosités énormes : cela commence sous la surface du Rhin même. Il y a là à fleur d'eau un rocher volcanique selon les uns, un peulven celtique selon les autres, un autel romain selon les derniers. Puis, au bord du fleuve, deux ou trois vieilles coques de navires, coupées en deux et plantées debout en terre, qui servent de cahutes à des pêcheurs ; puis derrière ces cahutes, une enceinte jadis crénelée, contre-butée par quatre tours carrées les plus ébrêchées, les plus mitraillées, les plus croulantes qu'il y ait ; puis contre l'enceinte même, où les maisons sont percées de fenêtres et de galeries, et au-delà, sur le pied de la montagne, un indestructible pêle-mêle d'édifices amusants, masures-bijoux, tourelles fantastiques, façades bossues, pignons impossibles dont le double escalier porte un clocheton poussé comme une asperge sur chacun de ses degrés, lourdes poutres désignant sur des cabanes de délicates arabesques, greniers en volutes, balcons à jour, cheminées figurant des tiares et des couronnes philosophiquement pleines de fumée, girouettes extravagantes... »

— revue magasin pittoresque 1855
Avant même son arrivée à Paris, l'ambassadrice de l'Allemagne en France Susanne Wasum-Rainer fille de viticulteur, a commandé pour la cave de l'ambassade du vin blanc de Bacharach.

## Lieux et monuments
Remarquables sont les ruines gothiques de la Wernerkapelle (chapelle Saint-Vernier), l'église des protestants, et au milieu du Rhin un ancien monument (ara Bacchi ou autel de Bacchus). Les ruines du Burg Stahleck. Les vins du crû des vallées Steeg, Manubach et Diebach sont excellents.

### Population

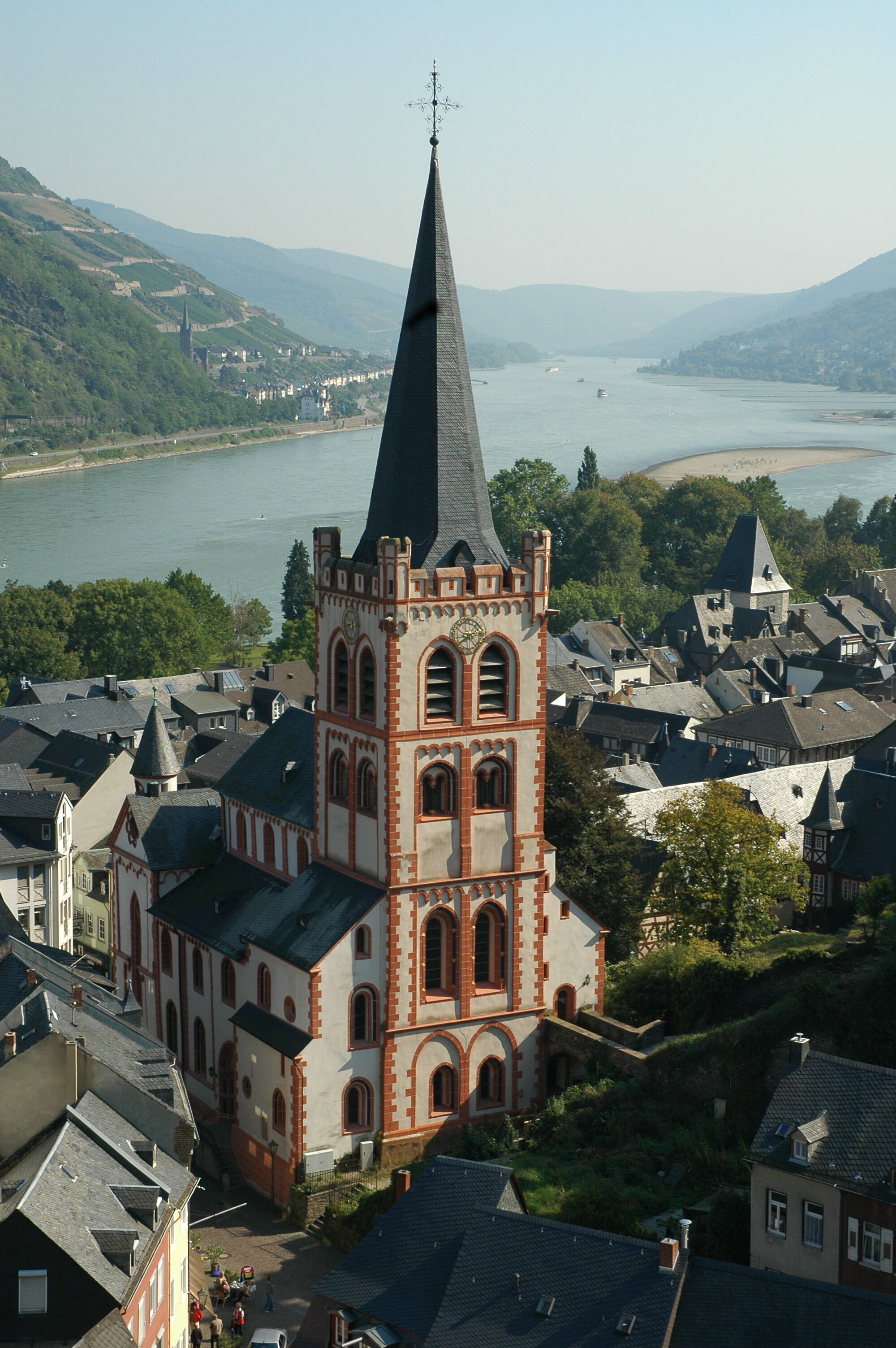
Sankt Peter

| Année | Nombre d'habitants |
| 1815  | 1.794              |
| 1835  | 2.342              |
| 1871  | 2.511              |
| 1905  | 2.859              |
| 1939  | 2.746              |
| 1950  | 3.091              |

| Année | Nombre d'habitants |
| 1961  | 2 853              |
| 1970  | 2 712              |
| 1987  | 2 184              |
| 1997  | 2 268              |
| 2005  | 2 097              |
| 2013  | 1 884              |

## Personnalités
- Gerhard von Kügelgen (1772-1820), peintre
- Karl von Kügelgen (1772-1832), peintre à la cour de Russie, jumeau du précédent
- Jakob Heep (1893-1956), homme politique né à Bacharach

## Bacharach dans l'art
- Heinrich Heine : Der Rabbi von Bacherach (sic) 1840[3].
- Heinrich Heine: Poème „Ich weiß nicht, was soll es bedeuten...“[4]
- Don Jaffé: Prologue au Rabbi de Bacherach d'après Heinrich Heine, pièce pour violoncelle et narrateur.
- Clemens Brentano : Poème Loreley : „Zu Bacharach am Rheine …“
- Gerd Hergen Lübben: „Der Textfund zu Bacherach [Vorsatz / »Vom Werner von Oberwesel und Pogrom in Bacherach am Rhein« / Nachklang]“. In: DIE BRÜCKE – Forum für antirassistische Politik und Kultur, cahier 140, 2/2006 (Saarbrücken), page 126-128
- Guillaume Apollinaire : La Loreley In: Œuvres poétiques, Gallimard, Paris 1965, page 115 et suivantes[5] mis en musique par Dimitri Chostakovitch
- Victor Hugo l'évoque dans ses lettres fictives de récit de voyage Le Rhin (1842).